# The North Face
The North Face, Inc. (litt. « La Face Nord ») est une société fondée par Douglas Tompkins, militant écologiste, spécialisé dans les vêtements et accessoires de sport.

## Présentation
Au même titre que ses concurrents du domaine dit de « l'outdoor », The North Face distribue des vêtements et des lignes d'équipement haut de gamme et technique plus particulièrement pour alpinistes, skieurs, surfeurs, randonneurs et athlètes d'endurance, mais aussi des vêtements d'usage quotidien, plus orientés vers la mode.

### Points de vente
Le principal magasin de la marque en France est situé à Chamonix. Plusieurs autres magasins se trouvent dans diverses villes de France ainsi qu'à Berlin ou Copenhague. Au total, en 2012, The North Face est présent dans 61 pays au monde. 

## Historique
En 1968, Douglas Tompkins et son épouse Susie Russell fondent également la marque Esprit. Quelques années après leur divorce, celle-ci sera reprise par the Esprit Far East Group, à Hong Kong.

Sa dernière épouse, Kris Tompkins, était propriétaire de la marque Patagonia, anciennement créée avec Yvon Chouinard. En 1989, Douglas et Kristine décident de vendre toutes leurs parts dans ces deux sociétés pour acheter des terres dans un but de préservation de celles-ci.
Depuis 2000, la marque appartient au groupe de textile américain VF Corporation.

## Controverses
En mai 2019, il est annoncé que The North Face a utilisé les sites de la fondation Wikimedia dans un objectif publicitaire, espérant améliorer le référencement de ses produits. Ces actions — considérées par la Wikimedia Foundation comme abusant de la confiance accordée par les utilisateurs à l'encyclopédie — sont décrites comme moralement condamnables et constituent une infraction aux conditions d'utilisation de Wikipédia en matière de conflits d'intérêts.
La marque est identifiée en 2020 dans la liste des marques contribuant au travail forcé lors du génocide culturel des Ouïghours.